# لورنس هانری
لورنس هانری (انگلیسی: Laurence Hanray؛ ۱۶ مه ۱۸۷۴ – ۲۸ نوامبر ۱۹۴۷) بازیگر اهل بریتانیا بود.
از فیلم‌ها یا برنامه‌های تلویزیونی که وی در آن نقش داشته‌است می‌توان به زندگی خصوصی هنری هشتم، رامبرانت اشاره کرد.